# So viel Spass für wenig Geld
So viel Spass für wenig Geld ist ein Lied der deutschen A-cappella- und Popband Die Prinzen aus dem Jahr 1999.

## Entstehung und Veröffentlichung
Das Lied wurde von den Prinzen-Mitgliedern Sebastian Krumbiegel, Tobias Künzel (welcher im Lied den Hauptgesang übernimmt), Wolfgang Lenk, Henri Schmidt, Jens Sembdner und Alexander Zieme geschrieben beziehungsweise komponiert. Lenk zeichnete darüber hinaus für die Produktion verantwortlich.
Die Erstveröffentlichung von So viel Spass für wenig Geld erfolgte als Single am 26. April 1999 bei Hansa Records. Diese erschien als Maxi-Single mit einem Remix sowie den Liedern Gefühl und Hasso (Mein Hund ist schwul) als B-Seiten. Am 10. Mai 1999 erschien es als Teil des gleichnamigen Studioalbums, dessen erste Singleauskopplung es ist. Im Jahr 2010 nahm die Band eine neue Version für die Kompilation Es war nicht alles schlecht auf.

## Inhalt
Das Lied handelt von Lebensfreude und Gelassenheit, vom Spaß haben mit wenig Geld, indem man beispielsweise das Preisschild austauscht. Immer wenn einen das Leben räudig behandele, solle man sich einfach freuen „von Tokio bis Bitterfeld“.

## Musikvideo
Das dazugehörige Musikvideo fällt vor allem durch diverse Reminiszenzen und Anspielungen auf, wie unter anderem die Milka-Kuh, eine Aral-Tankstelle und eine Persil-Packung. Alle Produktplatzierungen haben gemeinsam, dass der Schriftzug stets durch den Bandnamen „Prinzen“ ersetzt wurde. Außerdem erhält es Parodien der Werbungen von der Dresdner Bank (jubelnde Person im Bus), von Iglo-Spinat (Verona Pooth „Mach mal blubb“), von Marlboro (Raucher am Lagerfeuer), sowie von Sex-Hotlines. Bis November 2023 zählte es auf der Videoplattform YouTube über 400 Tausend Aufrufe.

## Charts und Chartplatzierungen
| ChartsChartplatzierungen | Höchstplatzierung | Wochen |
| ------------------------ | ----------------- | ------ |
| Deutschland (GfK)        | 68 (9 Wo.)        | 9      |